# El Corpus
El Corpus es un municipio del departamento de Choluteca en la República de Honduras.

## Toponimia
El nombre de este municipio proviene del Corpus Christi, que en latín significa "Cuerpo de Cristo".

## Límites
Este municipio se encuentra situado al este del departamento de Choluteca y su cabecera está situada en una altura, de donde se ve el panorama del Llano de Choluteca.
| Orientación | Límite                                        |
| ----------- | --------------------------------------------- |
| Norte       | Municipio de Apacilagua, Choluteca            |
| Sur         | Municipio de El Triunfo, Choluteca            |
| Este        | Municipio de San Marcos de Colón, Choluteca   |
| Este        | Municipio de Concepción de María, Choluteca   |
| Oeste       | Municipio de Santa Ana de Yusguare, Choluteca |
| Oeste       | Municipio de Namasigüe, Choluteca             |

## Datos históricos
En 1585, su fundación se debió al descubrimiento que se hizo de una mina llamada Clavo Rico.
En 1889, en la División Política Territorial de 1889 era cabecera de distrito formado por los municipios de El Corpus, Concepción de María y El Triunfo.

## Demografía
El Corpus tiene una población actual de 26,352 habitantes. De la población total, el 52.7% son hombres y el 47.3% son mujeres. Casi el 100% de la población vive en la zona rural.

## División política
Aldeas: 17 (2013)
Caseríos: 244 (2013)
| Código | Aldea                              |
| ------ | ---------------------------------- |
| 060501 | El Corpus (cabecera del municipio) |
| 060502 | Agua Fría                          |
| 060503 | Calaire                            |
| 060504 | Cayanini                           |
| 060505 | El Baldoquín                       |
| 060506 | El Banquito                        |
| 060507 | El Despoblado                      |
| 060508 | El Naranjal                        |
| 060509 | El Pedregal                        |
| 060510 | El Zapotal                         |
| 060511 | La Albarrada                       |
| 060512 | La Fortuna                         |
| 060513 | La Galera                          |
| 060514 | San Isidro                         |
| 060515 | San Juan Abajo                     |
| 060516 | San Juan Arriba                    |
| 060517 | San Judas                          |